# Rhodostrophia pudorata
Rhodostrophia pudorata là một loài bướm đêm trong họ Geometridae.